# Calumma peltierorum
Calumma peltierorum е вид влечуго от семейство Хамелеонови (Chamaeleonidae). Видът е почти застрашен от изчезване.

## Разпространение
Разпространен е в Мадагаскар.

## Описание
Популацията на вида е стабилна.